# Ой, то не вечер
«Ой, то не вечер…» («Казачья притча», «Сон Степана Разина») — казачья народная песня. Песня, вероятно, относится к стоянке казаков на островах Каспийского моря. Поётся от имени казака, который рассказывает свой дурной сон, предвещающий беду.

## История
Самый первый письменный вариант песни можно увидеть у Александры и Владимира Железновых в книге «Песни уральских казаков» (СПб., 1899, с. 12—14, № 6) под названием «Разин видит сон». Её записали в 1880-х годах от «75-летнего старика-казака Ф. С. Ж.».
Также существует песня с похожим текстом в разделе «Песни семейные» (№ 4, без названия) книги А. М.  Савельева «Сборник Донских народных песен», изданной в Санкт-Петербурге в 1866 году:
Какъ и нынче доброму молодцу

Малымъ-то мало спалось, много во снѣ видѣлось:

«Будто конь мой вороной разыгрался подомной,

Разыгрался, расплясался подъ удалымъ молодцомъ

Совалилась кунья шапочка съ моей буйной головы,

Оторвался лукъ съ колчаномъ съ моей правой стороны.

Всѣ мелкія стрѣлочки посыпалися,

Въ сыру онѣ землю повтыкалися.

Ахъ вы, братцы мои, братцы, атаманы молодцы!

Не покиньте добраго молодца, вы при бѣдности такой

Какъ во всякое времечко пригожусь я братцы вамъ

Замѣню я вашу смерть грудью бѣлою моей.

Раскажите Вы мнѣ, братцы, что мой сонъ звачитъ»

Услыхала родна матушка изъ высока терема:

«Охъ ты, чадо, мое чадо, чадо милое мое!

Вотъ я тебѣ, чадо, этотъ сонъ раскажу:

Какъ тебѣ-то, мое чадо, да на слушбицу итить:

Да на службицѣ, чадо тебѣ убитому быть,

Вороному твоему коню быть подстрѣлену,

Молодой твоей женѣ быть удовушкою,

Малымъ дѣтушкамъ твоимъ сиротинушками».
На основе народной песни ленинградским композитором Галиной Уствольской написана и в 1949 году прозвучала былина для голоса и симфонического оркестра «Сон Степана Разина».

По утверждению Жанны Бичевской, музыка к этой песне написана ею.